# Tour Down Under 2020
Tour Down Under 2020 – 22. edycja wyścigu kolarskiego Tour Down Under, która odbyła się w dniach od 21 do 26 stycznia 2020. Wyścig był częścią UCI World Tour 2020.

## Etapy
| Etap | Data   | Start – Meta                               | type        | Dystans (km) | Zwycięzca etapu | Lider        |
| ---- | ------ | ------------------------------------------ | ----------- | ------------ | --------------- | ------------ |
| 1    | 21 sty | Tanunda – Tanunda                          | płaski      | 150          | Sam Bennett     | Sam Bennett  |
| 2    | 22 sty | Woodside (Australia Południowa) – Stirling | pagórkowaty | 135,8        | Caleb Ewan      | Caleb Ewan   |
| 3    | 23 sty | City of Unley – Paracombe                  | górzysty    | 131,8        | Richie Porte    | Richie Porte |
| 4    | 24 sty | Norwood – Murray Bridge                    | pagórkowaty | 152,8        | Caleb Ewan      | Richie Porte |
| 5    | 25 sty | Glenelg – Victor Harbor                    | górzysty    | 149,1        | Giacomo Nizzolo | Daryl Impey  |
| 6    | 26 sty | McLaren Vale – Willunga Hill               | górzysty    | 151,5        | Matthew Holmes  | Richie Porte |

## Uczestnicy

### Drużyny
| WorldTeams (19)- AG2R La Mondiale - Astana - Bahrain McLaren - Bora-Hansgrohe - CCC Team - Cofidis - Deceuninck-Quick Step - EF Pro Cycling - Groupama-FDJ - Israel Start-Up Nation - Lotto Soudal - Mitchelton-Scott - Movistar Team - NTT Pro Cycling - Ineos - Jumbo-Visma - Team Sunweb - Trek-Segafredo - UAE Team Emirates translation for headoftableIII_translate index 39 not found- UniSA-Australia |
| |

### Lista startowa
| Mitchelton-Scott MTS | Mitchelton-Scott MTS        | Mitchelton-Scott MTS |
| -------------------- | --------------------------- | -------------------- |
| Nr                   | Kolarz                      | Miejsce              |
| 1                    | Daryl Impey (RSA) (szosa)   | 6.                   |
| 2                    | Simon Yates (GBR)           | 7.                   |
| 3                    | Jack Bauer (NZL)            | 118.                 |
| 4                    | Luke Durbridge (AUS)        | 83.                  |
| 5                    | Lucas Hamilton (AUS)        | 9.                   |
| 6                    | Michael Hepburn (AUS)       | 107.                 |
| 7                    | Cameron Meyer (AUS) (szosa) | 44.                  |

| Trek-Segafredo TFS | Trek-Segafredo TFS          | Trek-Segafredo TFS |
| ------------------ | --------------------------- | ------------------ |
| Nr                 | Kolarz                      | Miejsce            |
| 11                 | Richie Porte (AUS)          | 1.                 |
| 12                 | Mads Pedersen (DEN) (szosa) | 132.               |
| 13                 | Kenny Elissonde (FRA)       | 40.                |
| 14                 | Michel Ries (LUX)           | 109.               |
| 15                 | Juan Pedro López (ESP)      | 54.                |
| 16                 | Kiel Reijnen (USA)          | 127.               |
| 17                 | Koen de Kort (NED)          | 129.               |

| AG2R La Mondiale ALM | AG2R La Mondiale ALM    | AG2R La Mondiale ALM |
| -------------------- | ----------------------- | -------------------- |
| Nr                   | Kolarz                  | Miejsce              |
| 21                   | Romain Bardet (FRA)     | 38.                  |
| 22                   | Geoffrey Bouchard (FRA) | 102.                 |
| 23                   | Clément Chevrier (FRA)  | 30.                  |
| 24                   | Axel Domont (FRA)       | 67.                  |
| 25                   | Ben Gastauer (LUX)      | 92.                  |
| 26                   | Andrea Vendrame (ITA)   | 36.                  |
| 27                   | Larry Warbasse (USA)    | DNF-6                |

| Lotto-Soudal LTS | Lotto-Soudal LTS         | Lotto-Soudal LTS |
| ---------------- | ------------------------ | ---------------- |
| Nr               | Kolarz                   | Miejsce          |
| 31               | Caleb Ewan (AUS)         | 51.              |
| 32               | Thomas De Gendt (BEL)    | 113.             |
| 33               | Adam Hansen (AUS)        | 76.              |
| 34               | Matthew Holmes (GBR)     | 33.              |
| 35               | Roger Kluge (GER)        | 87.              |
| 36               | Jonathan Dibben (GBR)    | 105.             |
| 37               | Tosh Van der Sande (BEL) | 82.              |

| Cofidis COF | Cofidis COF                | Cofidis COF |
| ----------- | -------------------------- | ----------- |
| Nr          | Kolarz                     | Miejsce     |
| 41          | Elia Viviani (ITA) (szosa) | 101.        |
| 42          | Simone Consonni (ITA)      | 70.         |
| 43          | Nathan Haas (AUS)          | 14.         |
| 44          | Mathias Le Turnier (FRA)   | 86.         |
| 45          | Marco Mathis (GER)         | 130.        |
| 46          | Fabio Sabatini (ITA)       | 128.        |
| 47          | Kenneth Vanbilsen (BEL)    | 89.         |

| Deceuninck-Quick Step DQT | Deceuninck-Quick Step DQT    | Deceuninck-Quick Step DQT |
| ------------------------- | ---------------------------- | ------------------------- |
| Nr                        | Kolarz                       | Miejsce                   |
| 51                        | Sam Bennett (IRL) (szosa)    | 73.                       |
| 52                        | João Almeida (POR)           | 62.                       |
| 53                        | Shane Archbold (NZL)         | 91.                       |
| 54                        | Mattia Cattaneo (ITA)        | 13.                       |
| 55                        | Dries Devenyns (BEL)         | 12.                       |
| 56                        | Iljo Keisse (BEL)            | 123.                      |
| 57                        | Michael Mørkøv (DEN) (szosa) | 64.                       |

| Team Ineos INS | Team Ineos INS            | Team Ineos INS |
| -------------- | ------------------------- | -------------- |
| Nr             | Kolarz                    | Miejsce        |
| 61             | Rohan Dennis (AUS)        | 4.             |
| 62             | Owain Doull (GBR)         | 80.            |
| 63             | Christopher Lawless (GBR) | 120.           |
| 64             | Luke Rowe (GBR)           | 106.           |
| 65             | Pawieł Siwakow (RUS)      | 16.            |
| 66             | Ian Stannard (GBR)        | 117.           |
| 67             | Dylan van Baarle (NED)    | 5.             |

| CCC Team CCC | CCC Team CCC                   | CCC Team CCC |
| ------------ | ------------------------------ | ------------ |
| Nr           | Kolarz                         | Miejsce      |
| 71           | Guillaume Van Keirsbulck (BEL) | 98.          |
| 72           | Josef Černý (CZE)              | 61.          |
| 73           | Simon Geschke (GER)            | 3.           |
| 74           | Szymon Sajnok (POL)            | DNS-5        |
| 75           | Joseph Rosskopf (USA)          | 23.          |
| 76           | Francisco Ventoso (ESP)        | 88.          |
| 77           | Łukasz Wiśniowski (POL)        | 48.          |

| Israel Start-Up Nation ISN | Israel Start-Up Nation ISN | Israel Start-Up Nation ISN |
| -------------------------- | -------------------------- | -------------------------- |
| Nr                         | Kolarz                     | Miejsce                    |
| 81                         | André Greipel (GER)        | 37.                        |
| 82                         | Guillaume Boivin (CAN)     | 95.                        |
| 83                         | Alex Dowsett (GBR)         | 93.                        |
| 84                         | Omer Goldstein (ISR)       | 72.                        |
| 85                         | Ben Hermans (BEL)          | DNS-3                      |
| 86                         | James Piccoli (CAN)        | 25.                        |
| 87                         | Rick Zabel (GER)           | 47.                        |

| UAE Team Emirates UAD | UAE Team Emirates UAD      | UAE Team Emirates UAD |
| --------------------- | -------------------------- | --------------------- |
| Nr                    | Kolarz                     | Miejsce               |
| 91                    | Jasper Philipsen (BEL)     | 71.                   |
| 92                    | Sven Erik Bystrøm (NOR)    | 11.                   |
| 93                    | Mikkel Bjerg (DEN)         | 81.                   |
| 94                    | Vegard Stake Laengen (NOR) | 35.                   |
| 95                    | Marco Marcato (ITA)        | 31.                   |
| 96                    | Alaksandr Rabuszenka (BLR) | DNF-1                 |
| 97                    | Diego Ulissi (ITA)         | 2.                    |

| Bora-Hansgrohe BOH | Bora-Hansgrohe BOH        | Bora-Hansgrohe BOH |
| ------------------ | ------------------------- | ------------------ |
| Nr                 | Kolarz                    | Miejsce            |
| 101                | Jay McCarthy (AUS)        | 77.                |
| 102                | Erik Baška (SVK)          | 124.               |
| 103                | Cesare Benedetti (ITA)    | 60.                |
| 104                | Martin Laas (EST)         | 110.               |
| 105                | Juraj Sagan (SVK) (szosa) | 84.                |
| 106                | Ide Schelling (NED)       | 99.                |
| 107                | Michael Schwarzmann (GER) | 112.               |

| Astana AST | Astana AST              | Astana AST |
| ---------- | ----------------------- | ---------- |
| Nr         | Kolarz                  | Miejsce    |
| 111        | Luis León Sánchez (ESP) | 42.        |
| 112        | Manuele Boaro (ITA)     | 45.        |
| 113        | Daniił Fominych (KAZ)   | 85.        |
| 114        | Laurens De Vreese (BEL) | DNS        |
| 115        | Fabio Felline (ITA)     | 21.        |
| 116        | Omar Fraile (ESP)       | 17.        |
| 117        | Dmitrij Gruzdiew (KAZ)  | 96.        |

| Team Sunweb SUN | Team Sunweb SUN              | Team Sunweb SUN |
| --------------- | ---------------------------- | --------------- |
| Nr              | Kolarz                       | Miejsce         |
| 121             | Jai Hindley (AUS)            | 18.             |
| 122             | Robert Power (AUS)           | 27.             |
| 123             | Michael Storer (AUS)         | 39.             |
| 124             | Alberto Dainese (ITA)        | 114.            |
| 125             | Max Kanter (GER)             | 75.             |
| 126             | Asbjørn Kragh Andersen (DEN) | 126.            |
| 127             | Florian Stork (GER)          | 24.             |

| Groupama-FDJ GFC | Groupama-FDJ GFC       | Groupama-FDJ GFC |
| ---------------- | ---------------------- | ---------------- |
| Nr               | Kolarz                 | Miejsce          |
| 131              | Miles Scotson (AUS)    | 57.              |
| 132              | Bruno Armirail (FRA)   | 46.              |
| 133              | Kilian Frankiny (SUI)  | 20.              |
| 134              | Mickaël Delage (FRA)   | 131.             |
| 135              | Fabian Lienhard (SUI)  | 66.              |
| 136              | Marc Sarreau (FRA)     | 97.              |
| 137              | Jacopo Guarnieri (ITA) | 121.             |

| Movistar Team MOV | Movistar Team MOV      | Movistar Team MOV |
| ----------------- | ---------------------- | ----------------- |
| Nr                | Kolarz                 | Miejsce           |
| 141               | Jürgen Roelandts (BEL) | 50.               |
| 142               | Gabriel Cullaigh (GBR) | 74.               |
| 143               | Juri Hollmann (GER)    | 58.               |
| 144               | Jorge Arcas (ESP)      | 49.               |
| 145               | Lluís Mas (ESP)        | 28.               |
| 146               | Eduard Prades (ESP)    | 43.               |
| 147               | Sergio Samitier (ESP)  | 59.               |

| NTT Pro Cycling NTT | NTT Pro Cycling NTT       | NTT Pro Cycling NTT |
| ------------------- | ------------------------- | ------------------- |
| Nr                  | Kolarz                    | Miejsce             |
| 151                 | Giacomo Nizzolo (ITA)     | 100.                |
| 152                 | Ryan Gibbons (RSA)        | 26.                 |
| 153                 | Samuele Battistella (ITA) | 56.                 |
| 154                 | Danilo Wyss (SUI)         | 34.                 |
| 155                 | Stefan de Bod (RSA)       | 52.                 |
| 156                 | Rasmus Tiller (NOR)       | 90.                 |
| 157                 | Dylan Sunderland (AUS)    | 63.                 |

| Jumbo-Visma TJV | Jumbo-Visma TJV          | Jumbo-Visma TJV |
| --------------- | ------------------------ | --------------- |
| Nr              | Kolarz                   | Miejsce         |
| 161             | George Bennett (NZL)     | 8.              |
| 162             | Chris Harper (AUS)       | 32.             |
| 163             | Lennard Hofstede (NED)   | 78.             |
| 164             | Timo Roosen (NED)        | 69.             |
| 165             | Bert-Jan Lindeman (NED)  | 111.            |
| 166             | Antwan Tolhoek (NED)     | 53.             |
| 167             | Taco van der Hoorn (NED) | 119.            |

| Bahrain McLaren TBM | Bahrain McLaren TBM       | Bahrain McLaren TBM |
| ------------------- | ------------------------- | ------------------- |
| Nr                  | Kolarz                    | Miejsce             |
| 171                 | Yukiya Arashiro (JPN)     | 29.                 |
| 172                 | Domen Novak (SLO) (szosa) | 104.                |
| 173                 | Rafael Valls (ESP)        | DNS-3               |
| 174                 | Marco Haller (AUT)        | 79.                 |
| 175                 | Hermann Pernsteiner (AUT) | 10.                 |
| 176                 | Luka Pibernik (SLO)       | 41.                 |
| 177                 | Santiago Buitrago (COL)   | 19.                 |

| EF Pro Cycling EF1 | EF Pro Cycling EF1         | EF Pro Cycling EF1 |
| ------------------ | -------------------------- | ------------------ |
| Nr                 | Kolarz                     | Miejsce            |
| 181                | Kristoffer Halvorsen (NOR) | 65.                |
| 182                | Mitchell Docker (AUS)      | 122.               |
| 183                | Jens Keukeleire (BEL)      | 55.                |
| 184                | Lachlan Morton (AUS)       | 103.               |
| 185                | Thomas Scully (NZL)        | 108.               |
| 186                | Neilson Powless (USA)      | 15.                |
| 187                | Jonas Rutsch (GER)         | 68.                |

| UniSA-Australia AUS | UniSA-Australia AUS   | UniSA-Australia AUS |
| ------------------- | --------------------- | ------------------- |
| Nr                  | Kolarz                | Miejsce             |
| 191                 | Nicholas White (AUS)  | 125.                |
| 192                 | Tyler Lindorff (AUS)  | DNF-4               |
| 193                 | Samuel Jenner (AUS)   | 94.                 |
| 194                 | Jarrad Drizners (AUS) | 22.                 |
| 195                 | Sam Welsford (AUS)    | 116.                |
| 196                 | Kelland O’Brien (AUS) | DNF-4               |
| 197                 | Cameron Scott (AUS)   | 115.                |

| Mitchelton-Scott MTS | Mitchelton-Scott MTS        | Mitchelton-Scott MTS |
| -------------------- | --------------------------- | -------------------- |
| Nr                   | Kolarz                      | Miejsce              |
| 1                    | Daryl Impey (RSA) (szosa)   | 6.                   |
| 2                    | Simon Yates (GBR)           | 7.                   |
| 3                    | Jack Bauer (NZL)            | 118.                 |
| 4                    | Luke Durbridge (AUS)        | 83.                  |
| 5                    | Lucas Hamilton (AUS)        | 9.                   |
| 6                    | Michael Hepburn (AUS)       | 107.                 |
| 7                    | Cameron Meyer (AUS) (szosa) | 44.                  |

| Trek-Segafredo TFS | Trek-Segafredo TFS          | Trek-Segafredo TFS |
| ------------------ | --------------------------- | ------------------ |
| Nr                 | Kolarz                      | Miejsce            |
| 11                 | Richie Porte (AUS)          | 1.                 |
| 12                 | Mads Pedersen (DEN) (szosa) | 132.               |
| 13                 | Kenny Elissonde (FRA)       | 40.                |
| 14                 | Michel Ries (LUX)           | 109.               |
| 15                 | Juan Pedro López (ESP)      | 54.                |
| 16                 | Kiel Reijnen (USA)          | 127.               |
| 17                 | Koen de Kort (NED)          | 129.               |

| AG2R La Mondiale ALM | AG2R La Mondiale ALM    | AG2R La Mondiale ALM |
| -------------------- | ----------------------- | -------------------- |
| Nr                   | Kolarz                  | Miejsce              |
| 21                   | Romain Bardet (FRA)     | 38.                  |
| 22                   | Geoffrey Bouchard (FRA) | 102.                 |
| 23                   | Clément Chevrier (FRA)  | 30.                  |
| 24                   | Axel Domont (FRA)       | 67.                  |
| 25                   | Ben Gastauer (LUX)      | 92.                  |
| 26                   | Andrea Vendrame (ITA)   | 36.                  |
| 27                   | Larry Warbasse (USA)    | DNF-6                |

| Lotto-Soudal LTS | Lotto-Soudal LTS         | Lotto-Soudal LTS |
| ---------------- | ------------------------ | ---------------- |
| Nr               | Kolarz                   | Miejsce          |
| 31               | Caleb Ewan (AUS)         | 51.              |
| 32               | Thomas De Gendt (BEL)    | 113.             |
| 33               | Adam Hansen (AUS)        | 76.              |
| 34               | Matthew Holmes (GBR)     | 33.              |
| 35               | Roger Kluge (GER)        | 87.              |
| 36               | Jonathan Dibben (GBR)    | 105.             |
| 37               | Tosh Van der Sande (BEL) | 82.              |

| Cofidis COF | Cofidis COF                | Cofidis COF |
| ----------- | -------------------------- | ----------- |
| Nr          | Kolarz                     | Miejsce     |
| 41          | Elia Viviani (ITA) (szosa) | 101.        |
| 42          | Simone Consonni (ITA)      | 70.         |
| 43          | Nathan Haas (AUS)          | 14.         |
| 44          | Mathias Le Turnier (FRA)   | 86.         |
| 45          | Marco Mathis (GER)         | 130.        |
| 46          | Fabio Sabatini (ITA)       | 128.        |
| 47          | Kenneth Vanbilsen (BEL)    | 89.         |

| Deceuninck-Quick Step DQT | Deceuninck-Quick Step DQT    | Deceuninck-Quick Step DQT |
| ------------------------- | ---------------------------- | ------------------------- |
| Nr                        | Kolarz                       | Miejsce                   |
| 51                        | Sam Bennett (IRL) (szosa)    | 73.                       |
| 52                        | João Almeida (POR)           | 62.                       |
| 53                        | Shane Archbold (NZL)         | 91.                       |
| 54                        | Mattia Cattaneo (ITA)        | 13.                       |
| 55                        | Dries Devenyns (BEL)         | 12.                       |
| 56                        | Iljo Keisse (BEL)            | 123.                      |
| 57                        | Michael Mørkøv (DEN) (szosa) | 64.                       |

| Team Ineos INS | Team Ineos INS            | Team Ineos INS |
| -------------- | ------------------------- | -------------- |
| Nr             | Kolarz                    | Miejsce        |
| 61             | Rohan Dennis (AUS)        | 4.             |
| 62             | Owain Doull (GBR)         | 80.            |
| 63             | Christopher Lawless (GBR) | 120.           |
| 64             | Luke Rowe (GBR)           | 106.           |
| 65             | Pawieł Siwakow (RUS)      | 16.            |
| 66             | Ian Stannard (GBR)        | 117.           |
| 67             | Dylan van Baarle (NED)    | 5.             |

| CCC Team CCC | CCC Team CCC                   | CCC Team CCC |
| ------------ | ------------------------------ | ------------ |
| Nr           | Kolarz                         | Miejsce      |
| 71           | Guillaume Van Keirsbulck (BEL) | 98.          |
| 72           | Josef Černý (CZE)              | 61.          |
| 73           | Simon Geschke (GER)            | 3.           |
| 74           | Szymon Sajnok (POL)            | DNS-5        |
| 75           | Joseph Rosskopf (USA)          | 23.          |
| 76           | Francisco Ventoso (ESP)        | 88.          |
| 77           | Łukasz Wiśniowski (POL)        | 48.          |

| Israel Start-Up Nation ISN | Israel Start-Up Nation ISN | Israel Start-Up Nation ISN |
| -------------------------- | -------------------------- | -------------------------- |
| Nr                         | Kolarz                     | Miejsce                    |
| 81                         | André Greipel (GER)        | 37.                        |
| 82                         | Guillaume Boivin (CAN)     | 95.                        |
| 83                         | Alex Dowsett (GBR)         | 93.                        |
| 84                         | Omer Goldstein (ISR)       | 72.                        |
| 85                         | Ben Hermans (BEL)          | DNS-3                      |
| 86                         | James Piccoli (CAN)        | 25.                        |
| 87                         | Rick Zabel (GER)           | 47.                        |

| UAE Team Emirates UAD | UAE Team Emirates UAD      | UAE Team Emirates UAD |
| --------------------- | -------------------------- | --------------------- |
| Nr                    | Kolarz                     | Miejsce               |
| 91                    | Jasper Philipsen (BEL)     | 71.                   |
| 92                    | Sven Erik Bystrøm (NOR)    | 11.                   |
| 93                    | Mikkel Bjerg (DEN)         | 81.                   |
| 94                    | Vegard Stake Laengen (NOR) | 35.                   |
| 95                    | Marco Marcato (ITA)        | 31.                   |
| 96                    | Alaksandr Rabuszenka (BLR) | DNF-1                 |
| 97                    | Diego Ulissi (ITA)         | 2.                    |

| Bora-Hansgrohe BOH | Bora-Hansgrohe BOH        | Bora-Hansgrohe BOH |
| ------------------ | ------------------------- | ------------------ |
| Nr                 | Kolarz                    | Miejsce            |
| 101                | Jay McCarthy (AUS)        | 77.                |
| 102                | Erik Baška (SVK)          | 124.               |
| 103                | Cesare Benedetti (ITA)    | 60.                |
| 104                | Martin Laas (EST)         | 110.               |
| 105                | Juraj Sagan (SVK) (szosa) | 84.                |
| 106                | Ide Schelling (NED)       | 99.                |
| 107                | Michael Schwarzmann (GER) | 112.               |

| Astana AST | Astana AST              | Astana AST |
| ---------- | ----------------------- | ---------- |
| Nr         | Kolarz                  | Miejsce    |
| 111        | Luis León Sánchez (ESP) | 42.        |
| 112        | Manuele Boaro (ITA)     | 45.        |
| 113        | Daniił Fominych (KAZ)   | 85.        |
| 114        | Laurens De Vreese (BEL) | DNS        |
| 115        | Fabio Felline (ITA)     | 21.        |
| 116        | Omar Fraile (ESP)       | 17.        |
| 117        | Dmitrij Gruzdiew (KAZ)  | 96.        |

| Team Sunweb SUN | Team Sunweb SUN              | Team Sunweb SUN |
| --------------- | ---------------------------- | --------------- |
| Nr              | Kolarz                       | Miejsce         |
| 121             | Jai Hindley (AUS)            | 18.             |
| 122             | Robert Power (AUS)           | 27.             |
| 123             | Michael Storer (AUS)         | 39.             |
| 124             | Alberto Dainese (ITA)        | 114.            |
| 125             | Max Kanter (GER)             | 75.             |
| 126             | Asbjørn Kragh Andersen (DEN) | 126.            |
| 127             | Florian Stork (GER)          | 24.             |

| Groupama-FDJ GFC | Groupama-FDJ GFC       | Groupama-FDJ GFC |
| ---------------- | ---------------------- | ---------------- |
| Nr               | Kolarz                 | Miejsce          |
| 131              | Miles Scotson (AUS)    | 57.              |
| 132              | Bruno Armirail (FRA)   | 46.              |
| 133              | Kilian Frankiny (SUI)  | 20.              |
| 134              | Mickaël Delage (FRA)   | 131.             |
| 135              | Fabian Lienhard (SUI)  | 66.              |
| 136              | Marc Sarreau (FRA)     | 97.              |
| 137              | Jacopo Guarnieri (ITA) | 121.             |

| Movistar Team MOV | Movistar Team MOV      | Movistar Team MOV |
| ----------------- | ---------------------- | ----------------- |
| Nr                | Kolarz                 | Miejsce           |
| 141               | Jürgen Roelandts (BEL) | 50.               |
| 142               | Gabriel Cullaigh (GBR) | 74.               |
| 143               | Juri Hollmann (GER)    | 58.               |
| 144               | Jorge Arcas (ESP)      | 49.               |
| 145               | Lluís Mas (ESP)        | 28.               |
| 146               | Eduard Prades (ESP)    | 43.               |
| 147               | Sergio Samitier (ESP)  | 59.               |

| NTT Pro Cycling NTT | NTT Pro Cycling NTT       | NTT Pro Cycling NTT |
| ------------------- | ------------------------- | ------------------- |
| Nr                  | Kolarz                    | Miejsce             |
| 151                 | Giacomo Nizzolo (ITA)     | 100.                |
| 152                 | Ryan Gibbons (RSA)        | 26.                 |
| 153                 | Samuele Battistella (ITA) | 56.                 |
| 154                 | Danilo Wyss (SUI)         | 34.                 |
| 155                 | Stefan de Bod (RSA)       | 52.                 |
| 156                 | Rasmus Tiller (NOR)       | 90.                 |
| 157                 | Dylan Sunderland (AUS)    | 63.                 |

| Jumbo-Visma TJV | Jumbo-Visma TJV          | Jumbo-Visma TJV |
| --------------- | ------------------------ | --------------- |
| Nr              | Kolarz                   | Miejsce         |
| 161             | George Bennett (NZL)     | 8.              |
| 162             | Chris Harper (AUS)       | 32.             |
| 163             | Lennard Hofstede (NED)   | 78.             |
| 164             | Timo Roosen (NED)        | 69.             |
| 165             | Bert-Jan Lindeman (NED)  | 111.            |
| 166             | Antwan Tolhoek (NED)     | 53.             |
| 167             | Taco van der Hoorn (NED) | 119.            |

| Bahrain McLaren TBM | Bahrain McLaren TBM       | Bahrain McLaren TBM |
| ------------------- | ------------------------- | ------------------- |
| Nr                  | Kolarz                    | Miejsce             |
| 171                 | Yukiya Arashiro (JPN)     | 29.                 |
| 172                 | Domen Novak (SLO) (szosa) | 104.                |
| 173                 | Rafael Valls (ESP)        | DNS-3               |
| 174                 | Marco Haller (AUT)        | 79.                 |
| 175                 | Hermann Pernsteiner (AUT) | 10.                 |
| 176                 | Luka Pibernik (SLO)       | 41.                 |
| 177                 | Santiago Buitrago (COL)   | 19.                 |

| EF Pro Cycling EF1 | EF Pro Cycling EF1         | EF Pro Cycling EF1 |
| ------------------ | -------------------------- | ------------------ |
| Nr                 | Kolarz                     | Miejsce            |
| 181                | Kristoffer Halvorsen (NOR) | 65.                |
| 182                | Mitchell Docker (AUS)      | 122.               |
| 183                | Jens Keukeleire (BEL)      | 55.                |
| 184                | Lachlan Morton (AUS)       | 103.               |
| 185                | Thomas Scully (NZL)        | 108.               |
| 186                | Neilson Powless (USA)      | 15.                |
| 187                | Jonas Rutsch (GER)         | 68.                |

| UniSA-Australia AUS | UniSA-Australia AUS   | UniSA-Australia AUS |
| ------------------- | --------------------- | ------------------- |
| Nr                  | Kolarz                | Miejsce             |
| 191                 | Nicholas White (AUS)  | 125.                |
| 192                 | Tyler Lindorff (AUS)  | DNF-4               |
| 193                 | Samuel Jenner (AUS)   | 94.                 |
| 194                 | Jarrad Drizners (AUS) | 22.                 |
| 195                 | Sam Welsford (AUS)    | 116.                |
| 196                 | Kelland O’Brien (AUS) | DNF-4               |
| 197                 | Cameron Scott (AUS)   | 115.                |

Legenda: DNF – nie ukończył etapu, OTL – przekroczył limit czasu, DNS – nie wystartował do etapu, DSQ – zdyskwalifikowany. Numer przy skrócie oznacza etap, na którym kolarz opuścił wyścig.

## Wyniki etapów

### Etap 1
| \| Klasyfikacja etapu \| Klasyfikacja etapu \| Klasyfikacja etapu \| Klasyfikacja etapu \| Klasyfikacja etapu \| \| Kolarz \| Kolarz \| Państwo \| Drużyna \| Czas \| \| ------------------ \| -------------------- \| ------------------ \| ---------------------- \| ------------------ \| \| 1. \| Sam Bennett \| Irlandia \| Deceuninck-Quick Step \| 3h 28' 54" \| \| 2. \| Jasper Philipsen \| Belgia \| UAE Team Emirates \| + 0" \| \| 3. \| Erik Baška \| Słowacja \| Bora-Hansgrohe \| + 0" \| \| 4. \| Elia Viviani \| Włochy \| Cofidis \| + 0" \| \| 5. \| André Greipel \| Niemcy \| Israel Start-Up Nation \| + 0" \| \| 6. \| Kristoffer Halvorsen \| Norwegia \| EF Pro Cycling \| + 0" \| \| 7. \| Caleb Ewan \| Australia \| Lotto-Soudal \| + 0" \| \| 8. \| Marc Sarreau \| Francja \| Groupama-FDJ \| + 0" \| \| 9. \| Sam Welsford \| Australia \| UniSA-Australia \| + 0" \| \| 10. \| Alberto Dainese \| Włochy \| Team Sunweb \| + 0" \| |                      |           |                        |            |
| |                      |           |                        |            |
| Źródło: ProCyclingStats |                      |           |                        |            |
| Klasyfikacja etapu |                      |           |                        |            |
| Kolarz | Kolarz               | Państwo   | Drużyna                | Czas       |
| 1. | Sam Bennett          | Irlandia  | Deceuninck-Quick Step  | 3h 28' 54" |
| 2. | Jasper Philipsen     | Belgia    | UAE Team Emirates      | + 0"       |
| 3. | Erik Baška           | Słowacja  | Bora-Hansgrohe         | + 0"       |
| 4. | Elia Viviani         | Włochy    | Cofidis                | + 0"       |
| 5. | André Greipel        | Niemcy    | Israel Start-Up Nation | + 0"       |
| 6. | Kristoffer Halvorsen | Norwegia  | EF Pro Cycling         | + 0"       |
| 7. | Caleb Ewan           | Australia | Lotto-Soudal           | + 0"       |
| 8. | Marc Sarreau         | Francja   | Groupama-FDJ           | + 0"       |
| 9. | Sam Welsford         | Australia | UniSA-Australia        | + 0"       |
| 10. | Alberto Dainese      | Włochy    | Team Sunweb            | + 0"       |

| \| Klasyfikacja generalna \| Klasyfikacja generalna \| Klasyfikacja generalna \| Klasyfikacja generalna \| Klasyfikacja generalna \| \| Kolarz \| Kolarz \| Państwo \| Drużyna \| Czas \| \| ---------------------- \| ---------------------- \| ---------------------- \| ---------------------- \| ---------------------- \| \| 1. \| Sam Bennett \| Irlandia \| Deceuninck-Quick Step \| 3h 28' 44" \| \| 2. \| Jasper Philipsen \| Belgia \| UAE Team Emirates \| + 4" \| \| 3. \| Erik Baška \| Słowacja \| Bora-Hansgrohe \| + 6" \| \| 4. \| Daryl Impey \| Południowa Afryka \| Mitchelton-Scott \| + 7" \| \| 5. \| Jarrad Drizners \| Australia \| UniSA-Australia \| + 7" \| \| 6. \| Christopher Lawless \| Wielka Brytania \| Team Ineos \| + 8" \| \| 7. \| Dylan Sunderland \| Australia \| NTT Pro Cycling \| + 8" \| \| 8. \| Nathan Haas \| Australia \| Cofidis \| + 9" \| \| 9. \| Michael Storer \| Australia \| Team Sunweb \| + 9" \| \| 10. \| Elia Viviani \| Włochy \| Cofidis \| + 10" \| |                     |                   |                       |            |
| |                     |                   |                       |            |
| Źródło: ProCyclingStats |                     |                   |                       |            |
| Klasyfikacja generalna |                     |                   |                       |            |
| Kolarz | Kolarz              | Państwo           | Drużyna               | Czas       |
| 1. | Sam Bennett         | Irlandia          | Deceuninck-Quick Step | 3h 28' 44" |
| 2. | Jasper Philipsen    | Belgia            | UAE Team Emirates     | + 4"       |
| 3. | Erik Baška          | Słowacja          | Bora-Hansgrohe        | + 6"       |
| 4. | Daryl Impey         | Południowa Afryka | Mitchelton-Scott      | + 7"       |
| 5. | Jarrad Drizners     | Australia         | UniSA-Australia       | + 7"       |
| 6. | Christopher Lawless | Wielka Brytania   | Team Ineos            | + 8"       |
| 7. | Dylan Sunderland    | Australia         | NTT Pro Cycling       | + 8"       |
| 8. | Nathan Haas         | Australia         | Cofidis               | + 9"       |
| 9. | Michael Storer      | Australia         | Team Sunweb           | + 9"       |
| 10. | Elia Viviani        | Włochy            | Cofidis               | + 10"      |

### Etap 2
| \| Klasyfikacja etapu \| Klasyfikacja etapu \| Klasyfikacja etapu \| Klasyfikacja etapu \| Klasyfikacja etapu \| \| Kolarz \| Kolarz \| Państwo \| Drużyna \| Czas \| \| ------------------ \| ------------------ \| ------------------ \| ------------------ \| ------------------ \| \| 1. \| Caleb Ewan \| Australia \| Lotto-Soudal \| 3h 29' 01" \| \| 2. \| Daryl Impey \| Południowa Afryka \| Mitchelton-Scott \| + 0" \| \| 3. \| Nathan Haas \| Australia \| Cofidis \| + 0" \| \| 4. \| Jasper Philipsen \| Belgia \| UAE Team Emirates \| + 0" \| \| 5. \| Fabio Felline \| Włochy \| Astana \| + 0" \| \| 6. \| Andrea Vendrame \| Włochy \| AG2R La Mondiale \| + 0" \| \| 7. \| Timo Roosen \| Holandia \| Jumbo-Visma \| + 0" \| \| 8. \| Luis León Sánchez \| Hiszpania \| Astana \| + 0" \| \| 9. \| Diego Ulissi \| Włochy \| UAE Team Emirates \| + 0" \| \| 10. \| George Bennett \| Nowa Zelandia \| Jumbo-Visma \| + 0" \| |                   |                   |                   |            |
| |                   |                   |                   |            |
| Źródło: ProCyclingStats |                   |                   |                   |            |
| Klasyfikacja etapu |                   |                   |                   |            |
| Kolarz | Kolarz            | Państwo           | Drużyna           | Czas       |
| 1. | Caleb Ewan        | Australia         | Lotto-Soudal      | 3h 29' 01" |
| 2. | Daryl Impey       | Południowa Afryka | Mitchelton-Scott  | + 0"       |
| 3. | Nathan Haas       | Australia         | Cofidis           | + 0"       |
| 4. | Jasper Philipsen  | Belgia            | UAE Team Emirates | + 0"       |
| 5. | Fabio Felline     | Włochy            | Astana            | + 0"       |
| 6. | Andrea Vendrame   | Włochy            | AG2R La Mondiale  | + 0"       |
| 7. | Timo Roosen       | Holandia          | Jumbo-Visma       | + 0"       |
| 8. | Luis León Sánchez | Hiszpania         | Astana            | + 0"       |
| 9. | Diego Ulissi      | Włochy            | UAE Team Emirates | + 0"       |
| 10. | George Bennett    | Nowa Zelandia     | Jumbo-Visma       | + 0"       |

| \| Klasyfikacja generalna \| Klasyfikacja generalna \| Klasyfikacja generalna \| Klasyfikacja generalna \| Klasyfikacja generalna \| \| Kolarz \| Kolarz \| Państwo \| Drużyna \| Czas \| \| ---------------------- \| ---------------------- \| ---------------------- \| ---------------------- \| ---------------------- \| \| 1. \| Caleb Ewan \| Australia \| Lotto-Soudal \| 6h 56' 15" \| \| 2. \| Sam Bennett \| Irlandia \| Deceuninck-Quick Step \| + 0" \| \| 3. \| Daryl Impey \| Południowa Afryka \| Mitchelton-Scott \| + 1" \| \| 4. \| Jasper Philipsen \| Belgia \| UAE Team Emirates \| + 4" \| \| 5. \| Nathan Haas \| Australia \| Cofidis \| + 5" \| \| 6. \| Jarrad Drizners \| Australia \| UniSA-Australia \| + 7" \| \| 7. \| Dylan Sunderland \| Australia \| NTT Pro Cycling \| + 8" \| \| 8. \| Christopher Lawless \| Wielka Brytania \| Team Ineos \| + 8" \| \| 9. \| Jay McCarthy \| Australia \| Bora-Hansgrohe \| + 8" \| \| 10. \| George Bennett \| Nowa Zelandia \| Jumbo-Visma \| + 9" \| |                     |                   |                       |            |
| |                     |                   |                       |            |
| Źródło: ProCyclingStats |                     |                   |                       |            |
| Klasyfikacja generalna |                     |                   |                       |            |
| Kolarz | Kolarz              | Państwo           | Drużyna               | Czas       |
| 1. | Caleb Ewan          | Australia         | Lotto-Soudal          | 6h 56' 15" |
| 2. | Sam Bennett         | Irlandia          | Deceuninck-Quick Step | + 0"       |
| 3. | Daryl Impey         | Południowa Afryka | Mitchelton-Scott      | + 1"       |
| 4. | Jasper Philipsen    | Belgia            | UAE Team Emirates     | + 4"       |
| 5. | Nathan Haas         | Australia         | Cofidis               | + 5"       |
| 6. | Jarrad Drizners     | Australia         | UniSA-Australia       | + 7"       |
| 7. | Dylan Sunderland    | Australia         | NTT Pro Cycling       | + 8"       |
| 8. | Christopher Lawless | Wielka Brytania   | Team Ineos            | + 8"       |
| 9. | Jay McCarthy        | Australia         | Bora-Hansgrohe        | + 8"       |
| 10. | George Bennett      | Nowa Zelandia     | Jumbo-Visma           | + 9"       |

### Etap 3
| \| Klasyfikacja etapu \| Klasyfikacja etapu \| Klasyfikacja etapu \| Klasyfikacja etapu \| Klasyfikacja etapu \| \| Kolarz \| Kolarz \| Państwo \| Drużyna \| Czas \| \| ------------------ \| ------------------ \| ------------------ \| ------------------ \| ------------------ \| \| 1. \| Richie Porte \| Australia \| Trek-Segafredo \| 3h 14' 09" \| \| 2. \| Robert Power \| Australia \| Team Sunweb \| + 5" \| \| 3. \| Simon Yates \| Wielka Brytania \| Mitchelton-Scott \| + 5" \| \| 4. \| Rohan Dennis \| Australia \| Team Ineos \| + 5" \| \| 5. \| Diego Ulissi \| Włochy \| UAE Team Emirates \| + 5" \| \| 6. \| Daryl Impey \| Południowa Afryka \| Mitchelton-Scott \| + 5" \| \| 7. \| Dylan van Baarle \| Holandia \| Team Ineos \| + 5" \| \| 8. \| Simon Geschke \| Niemcy \| CCC Team \| + 5" \| \| 9. \| George Bennett \| Nowa Zelandia \| Jumbo-Visma \| + 5" \| \| 10. \| Lucas Hamilton \| Australia \| Mitchelton-Scott \| + 5" \| |                  |                   |                   |            |
| |                  |                   |                   |            |
| Źródło: ProCyclingStats |                  |                   |                   |            |
| Klasyfikacja etapu |                  |                   |                   |            |
| Kolarz | Kolarz           | Państwo           | Drużyna           | Czas       |
| 1. | Richie Porte     | Australia         | Trek-Segafredo    | 3h 14' 09" |
| 2. | Robert Power     | Australia         | Team Sunweb       | + 5"       |
| 3. | Simon Yates      | Wielka Brytania   | Mitchelton-Scott  | + 5"       |
| 4. | Rohan Dennis     | Australia         | Team Ineos        | + 5"       |
| 5. | Diego Ulissi     | Włochy            | UAE Team Emirates | + 5"       |
| 6. | Daryl Impey      | Południowa Afryka | Mitchelton-Scott  | + 5"       |
| 7. | Dylan van Baarle | Holandia          | Team Ineos        | + 5"       |
| 8. | Simon Geschke    | Niemcy            | CCC Team          | + 5"       |
| 9. | George Bennett   | Nowa Zelandia     | Jumbo-Visma       | + 5"       |
| 10. | Lucas Hamilton   | Australia         | Mitchelton-Scott  | + 5"       |

| \| Klasyfikacja generalna \| Klasyfikacja generalna \| Klasyfikacja generalna \| Klasyfikacja generalna \| Klasyfikacja generalna \| \| Kolarz \| Kolarz \| Państwo \| Drużyna \| Czas \| \| ---------------------- \| ---------------------- \| ---------------------- \| ---------------------- \| ---------------------- \| \| 1. \| Richie Porte \| Australia \| Trek-Segafredo \| 10h 10' 24" \| \| 2. \| Daryl Impey \| Południowa Afryka \| Mitchelton-Scott \| + 6" \| \| 3. \| Robert Power \| Australia \| Team Sunweb \| + 9" \| \| 4. \| Simon Yates \| Wielka Brytania \| Mitchelton-Scott \| + 11" \| \| 5. \| George Bennett \| Nowa Zelandia \| Jumbo-Visma \| + 14" \| \| 6. \| Diego Ulissi \| Włochy \| UAE Team Emirates \| + 15" \| \| 7. \| Simon Geschke \| Niemcy \| CCC Team \| + 15" \| \| 8. \| Rohan Dennis \| Australia \| Team Ineos \| + 15" \| \| 9. \| Dylan van Baarle \| Holandia \| Team Ineos \| + 15" \| \| 10. \| Lucas Hamilton \| Australia \| Mitchelton-Scott \| + 15" \| |                  |                   |                   |             |
| |                  |                   |                   |             |
| Źródło: ProCyclingStats |                  |                   |                   |             |
| Klasyfikacja generalna |                  |                   |                   |             |
| Kolarz | Kolarz           | Państwo           | Drużyna           | Czas        |
| 1. | Richie Porte     | Australia         | Trek-Segafredo    | 10h 10' 24" |
| 2. | Daryl Impey      | Południowa Afryka | Mitchelton-Scott  | + 6"        |
| 3. | Robert Power     | Australia         | Team Sunweb       | + 9"        |
| 4. | Simon Yates      | Wielka Brytania   | Mitchelton-Scott  | + 11"       |
| 5. | George Bennett   | Nowa Zelandia     | Jumbo-Visma       | + 14"       |
| 6. | Diego Ulissi     | Włochy            | UAE Team Emirates | + 15"       |
| 7. | Simon Geschke    | Niemcy            | CCC Team          | + 15"       |
| 8. | Rohan Dennis     | Australia         | Team Ineos        | + 15"       |
| 9. | Dylan van Baarle | Holandia          | Team Ineos        | + 15"       |
| 10. | Lucas Hamilton   | Australia         | Mitchelton-Scott  | + 15"       |

### Etap 4
| \| Klasyfikacja etapu \| Klasyfikacja etapu \| Klasyfikacja etapu \| Klasyfikacja etapu \| Klasyfikacja etapu \| \| Kolarz \| Kolarz \| Państwo \| Drużyna \| Czas \| \| ------------------ \| ------------------ \| ------------------ \| ---------------------- \| ------------------ \| \| 1. \| Caleb Ewan \| Australia \| Lotto-Soudal \| 3h 29' 08" \| \| 2. \| Sam Bennett \| Irlandia \| Deceuninck-Quick Step \| + 0" \| \| 3. \| Jasper Philipsen \| Belgia \| UAE Team Emirates \| + 0" \| \| 4. \| André Greipel \| Niemcy \| Israel Start-Up Nation \| + 0" \| \| 5. \| Alberto Dainese \| Włochy \| Team Sunweb \| + 0" \| \| 6. \| Martin Laas \| Estonia \| Bora-Hansgrohe \| + 0" \| \| 7. \| Giacomo Nizzolo \| Włochy \| NTT Pro Cycling \| + 0" \| \| 8. \| Erik Baška \| Słowacja \| Bora-Hansgrohe \| + 0" \| \| 9. \| Marc Sarreau \| Francja \| Groupama-FDJ \| + 0" \| \| 10. \| Michael Mørkøv \| Dania \| Deceuninck-Quick Step \| + 0" \| |                  |           |                        |            |
| |                  |           |                        |            |
| Źródło: ProCyclingStats |                  |           |                        |            |
| Klasyfikacja etapu |                  |           |                        |            |
| Kolarz | Kolarz           | Państwo   | Drużyna                | Czas       |
| 1. | Caleb Ewan       | Australia | Lotto-Soudal           | 3h 29' 08" |
| 2. | Sam Bennett      | Irlandia  | Deceuninck-Quick Step  | + 0"       |
| 3. | Jasper Philipsen | Belgia    | UAE Team Emirates      | + 0"       |
| 4. | André Greipel    | Niemcy    | Israel Start-Up Nation | + 0"       |
| 5. | Alberto Dainese  | Włochy    | Team Sunweb            | + 0"       |
| 6. | Martin Laas      | Estonia   | Bora-Hansgrohe         | + 0"       |
| 7. | Giacomo Nizzolo  | Włochy    | NTT Pro Cycling        | + 0"       |
| 8. | Erik Baška       | Słowacja  | Bora-Hansgrohe         | + 0"       |
| 9. | Marc Sarreau     | Francja   | Groupama-FDJ           | + 0"       |
| 10. | Michael Mørkøv   | Dania     | Deceuninck-Quick Step  | + 0"       |

| \| Klasyfikacja generalna \| Klasyfikacja generalna \| Klasyfikacja generalna \| Klasyfikacja generalna \| Klasyfikacja generalna \| \| Kolarz \| Kolarz \| Państwo \| Drużyna \| Czas \| \| ---------------------- \| ---------------------- \| ---------------------- \| ---------------------- \| ---------------------- \| \| 1. \| Richie Porte \| Australia \| Trek-Segafredo \| 13h 39' 32" \| \| 2. \| Daryl Impey \| Południowa Afryka \| Mitchelton-Scott \| + 3" \| \| 3. \| Robert Power \| Australia \| Team Sunweb \| + 8" \| \| 4. \| Simon Yates \| Wielka Brytania \| Mitchelton-Scott \| + 11" \| \| 5. \| George Bennett \| Nowa Zelandia \| Jumbo-Visma \| + 14" \| \| 6. \| Diego Ulissi \| Włochy \| UAE Team Emirates \| + 15" \| \| 7. \| Simon Geschke \| Niemcy \| CCC Team \| + 15" \| \| 8. \| Rohan Dennis \| Australia \| Team Ineos \| + 15" \| \| 9. \| Dylan van Baarle \| Holandia \| Team Ineos \| + 15" \| \| 10. \| Lucas Hamilton \| Australia \| Mitchelton-Scott \| + 23" \| |                  |                   |                   |             |
| |                  |                   |                   |             |
| Źródło: ProCyclingStats |                  |                   |                   |             |
| Klasyfikacja generalna |                  |                   |                   |             |
| Kolarz | Kolarz           | Państwo           | Drużyna           | Czas        |
| 1. | Richie Porte     | Australia         | Trek-Segafredo    | 13h 39' 32" |
| 2. | Daryl Impey      | Południowa Afryka | Mitchelton-Scott  | + 3"        |
| 3. | Robert Power     | Australia         | Team Sunweb       | + 8"        |
| 4. | Simon Yates      | Wielka Brytania   | Mitchelton-Scott  | + 11"       |
| 5. | George Bennett   | Nowa Zelandia     | Jumbo-Visma       | + 14"       |
| 6. | Diego Ulissi     | Włochy            | UAE Team Emirates | + 15"       |
| 7. | Simon Geschke    | Niemcy            | CCC Team          | + 15"       |
| 8. | Rohan Dennis     | Australia         | Team Ineos        | + 15"       |
| 9. | Dylan van Baarle | Holandia          | Team Ineos        | + 15"       |
| 10. | Lucas Hamilton   | Australia         | Mitchelton-Scott  | + 23"       |

### Etap 5
| \| Klasyfikacja etapu \| Klasyfikacja etapu \| Klasyfikacja etapu \| Klasyfikacja etapu \| Klasyfikacja etapu \| \| Kolarz \| Kolarz \| Państwo \| Drużyna \| Czas \| \| ------------------ \| -------------------- \| ------------------ \| ---------------------- \| ------------------ \| \| 1. \| Giacomo Nizzolo \| Włochy \| NTT Pro Cycling \| 3h 32' 45" \| \| 2. \| Simone Consonni \| Włochy \| Cofidis \| + 0" \| \| 3. \| Sam Bennett \| Irlandia \| Deceuninck-Quick Step \| + 0" \| \| 4. \| Michael Mørkøv \| Dania \| Deceuninck-Quick Step \| + 0" \| \| 5. \| Jasper Philipsen \| Belgia \| UAE Team Emirates \| + 0" \| \| 6. \| André Greipel \| Niemcy \| Israel Start-Up Nation \| + 0" \| \| 7. \| Kristoffer Halvorsen \| Norwegia \| EF Pro Cycling \| + 0" \| \| 8. \| Caleb Ewan \| Australia \| Lotto-Soudal \| + 0" \| \| 9. \| Fabio Felline \| Włochy \| Astana \| + 0" \| \| 10. \| Daryl Impey \| Południowa Afryka \| Mitchelton-Scott \| + 0" \| |                      |                   |                        |            |
| |                      |                   |                        |            |
| Źródło: ProCyclingStats |                      |                   |                        |            |
| Klasyfikacja etapu |                      |                   |                        |            |
| Kolarz | Kolarz               | Państwo           | Drużyna                | Czas       |
| 1. | Giacomo Nizzolo      | Włochy            | NTT Pro Cycling        | 3h 32' 45" |
| 2. | Simone Consonni      | Włochy            | Cofidis                | + 0"       |
| 3. | Sam Bennett          | Irlandia          | Deceuninck-Quick Step  | + 0"       |
| 4. | Michael Mørkøv       | Dania             | Deceuninck-Quick Step  | + 0"       |
| 5. | Jasper Philipsen     | Belgia            | UAE Team Emirates      | + 0"       |
| 6. | André Greipel        | Niemcy            | Israel Start-Up Nation | + 0"       |
| 7. | Kristoffer Halvorsen | Norwegia          | EF Pro Cycling         | + 0"       |
| 8. | Caleb Ewan           | Australia         | Lotto-Soudal           | + 0"       |
| 9. | Fabio Felline        | Włochy            | Astana                 | + 0"       |
| 10. | Daryl Impey          | Południowa Afryka | Mitchelton-Scott       | + 0"       |

| \| Klasyfikacja generalna \| Klasyfikacja generalna \| Klasyfikacja generalna \| Klasyfikacja generalna \| Klasyfikacja generalna \| \| Kolarz \| Kolarz \| Państwo \| Drużyna \| Czas \| \| ---------------------- \| ---------------------- \| ---------------------- \| ---------------------- \| ---------------------- \| \| 1. \| Daryl Impey \| Południowa Afryka \| Mitchelton-Scott \| 17h 12' 15" \| \| 2. \| Richie Porte \| Australia \| Trek-Segafredo \| + 2" \| \| 3. \| Robert Power \| Australia \| Team Sunweb \| + 9" \| \| 4. \| Simon Yates \| Wielka Brytania \| Mitchelton-Scott \| + 13" \| \| 5. \| George Bennett \| Nowa Zelandia \| Jumbo-Visma \| + 16" \| \| 6. \| Diego Ulissi \| Włochy \| UAE Team Emirates \| + 17" \| \| 7. \| Simon Geschke \| Niemcy \| CCC Team \| + 17" \| \| 8. \| Rohan Dennis \| Australia \| Team Ineos \| + 17" \| \| 9. \| Dylan van Baarle \| Holandia \| Team Ineos \| + 17" \| \| 10. \| Lucas Hamilton \| Australia \| Mitchelton-Scott \| + 25" \| |                  |                   |                   |             |
| |                  |                   |                   |             |
| Źródło: ProCyclingStats |                  |                   |                   |             |
| Klasyfikacja generalna |                  |                   |                   |             |
| Kolarz | Kolarz           | Państwo           | Drużyna           | Czas        |
| 1. | Daryl Impey      | Południowa Afryka | Mitchelton-Scott  | 17h 12' 15" |
| 2. | Richie Porte     | Australia         | Trek-Segafredo    | + 2"        |
| 3. | Robert Power     | Australia         | Team Sunweb       | + 9"        |
| 4. | Simon Yates      | Wielka Brytania   | Mitchelton-Scott  | + 13"       |
| 5. | George Bennett   | Nowa Zelandia     | Jumbo-Visma       | + 16"       |
| 6. | Diego Ulissi     | Włochy            | UAE Team Emirates | + 17"       |
| 7. | Simon Geschke    | Niemcy            | CCC Team          | + 17"       |
| 8. | Rohan Dennis     | Australia         | Team Ineos        | + 17"       |
| 9. | Dylan van Baarle | Holandia          | Team Ineos        | + 17"       |
| 10. | Lucas Hamilton   | Australia         | Mitchelton-Scott  | + 25"       |

### Etap 6
| \| Klasyfikacja etapu \| Klasyfikacja etapu \| Klasyfikacja etapu \| Klasyfikacja etapu \| Klasyfikacja etapu \| \| Kolarz \| Kolarz \| Państwo \| Drużyna \| Czas \| \| ------------------ \| ------------------ \| ------------------ \| ------------------ \| ------------------ \| \| 1. \| Matthew Holmes \| Wielka Brytania \| Lotto-Soudal \| 3h 24' 54" \| \| 2. \| Richie Porte \| Australia \| Trek-Segafredo \| + 3" \| \| 3. \| Manuele Boaro \| Włochy \| Astana \| + 4" \| \| 4. \| Bruno Armirail \| Francja \| Groupama-FDJ \| + 7" \| \| 5. \| Michael Storer \| Australia \| Team Sunweb \| + 7" \| \| 7. \| Diego Ulissi \| Włochy \| UAE Team Emirates \| + 7" \| \| 8. \| Simon Geschke \| Niemcy \| CCC Team \| + 7" \| \| 9. \| Dylan van Baarle \| Holandia \| Team Ineos \| + 7" \| \| 10. \| Simon Yates \| Wielka Brytania \| Mitchelton-Scott \| + 23" \| |                  |                 |                   |            |
| |                  |                 |                   |            |
| Źródło: ProCyclingStats |                  |                 |                   |            |
| Klasyfikacja etapu |                  |                 |                   |            |
| Kolarz | Kolarz           | Państwo         | Drużyna           | Czas       |
| 1. | Matthew Holmes   | Wielka Brytania | Lotto-Soudal      | 3h 24' 54" |
| 2. | Richie Porte     | Australia       | Trek-Segafredo    | + 3"       |
| 3. | Manuele Boaro    | Włochy          | Astana            | + 4"       |
| 4. | Bruno Armirail   | Francja         | Groupama-FDJ      | + 7"       |
| 5. | Michael Storer   | Australia       | Team Sunweb       | + 7"       |
| 7. | Diego Ulissi     | Włochy          | UAE Team Emirates | + 7"       |
| 8. | Simon Geschke    | Niemcy          | CCC Team          | + 7"       |
| 9. | Dylan van Baarle | Holandia        | Team Ineos        | + 7"       |
| 10. | Simon Yates      | Wielka Brytania | Mitchelton-Scott  | + 23"      |

## Klasyfikacje

### Klasyfikacja generalna
| \| Klasyfikacja generalna \| Klasyfikacja generalna \| Klasyfikacja generalna \| Klasyfikacja generalna \| Klasyfikacja generalna \| \| Kolarz \| Kolarz \| Państwo \| Drużyna \| Czas \| \| ---------------------- \| ---------------------- \| ---------------------- \| ---------------------- \| ---------------------- \| \| 1. \| Richie Porte \| Australia \| Trek-Segafredo \| 20h 37' 08" \| \| 2. \| Diego Ulissi \| Włochy \| UAE Team Emirates \| + 25" \| \| 3. \| Simon Geschke \| Niemcy \| CCC Team \| + 25" \| \| 4. \| Rohan Dennis \| Australia \| Team Ineos \| + 25" \| \| 5. \| Dylan van Baarle \| Holandia \| Team Ineos \| + 25" \| \| 6. \| Daryl Impey \| Południowa Afryka \| Mitchelton-Scott \| + 30" \| \| 7. \| Simon Yates \| Wielka Brytania \| Mitchelton-Scott \| + 37" \| \| 8. \| George Bennett \| Nowa Zelandia \| Jumbo-Visma \| + 46" \| \| 9. \| Lucas Hamilton \| Australia \| Mitchelton-Scott \| + 52" \| \| 10. \| Hermann Pernsteiner \| Austria \| Bahrain McLaren \| + 54" \| |                     |                   |                   |             |
| |                     |                   |                   |             |
| Źródło: ProCyclingStats |                     |                   |                   |             |
| Klasyfikacja generalna |                     |                   |                   |             |
| Kolarz | Kolarz              | Państwo           | Drużyna           | Czas        |
| 1. | Richie Porte        | Australia         | Trek-Segafredo    | 20h 37' 08" |
| 2. | Diego Ulissi        | Włochy            | UAE Team Emirates | + 25"       |
| 3. | Simon Geschke       | Niemcy            | CCC Team          | + 25"       |
| 4. | Rohan Dennis        | Australia         | Team Ineos        | + 25"       |
| 5. | Dylan van Baarle    | Holandia          | Team Ineos        | + 25"       |
| 6. | Daryl Impey         | Południowa Afryka | Mitchelton-Scott  | + 30"       |
| 7. | Simon Yates         | Wielka Brytania   | Mitchelton-Scott  | + 37"       |
| 8. | George Bennett      | Nowa Zelandia     | Jumbo-Visma       | + 46"       |
| 9. | Lucas Hamilton      | Australia         | Mitchelton-Scott  | + 52"       |
| 10. | Hermann Pernsteiner | Austria           | Bahrain McLaren   | + 54"       |

| Klasyfikacja punktowa | Klasyfikacja punktowa | Klasyfikacja punktowa | Klasyfikacja punktowa  | Klasyfikacja punktowa |
| Kolarz                | Kolarz                | Państwo               | Drużyna                | Punkty                |
| --------------------- | --------------------- | --------------------- | ---------------------- | --------------------- |
| 1.                    | Jasper Philipsen      | Belgia                | UAE Team Emirates      | 63 pkt                |
| 2.                    | Daryl Impey           | Południowa Afryka     | Mitchelton-Scott       | 48 pkt                |
| 3.                    | Caleb Ewan            | Australia             | Lotto-Soudal           | 47 pkt                |
| 4.                    | Sam Bennett           | Irlandia              | Deceuninck-Quick Step  | 42 pkt                |
| 5.                    | André Greipel         | Niemcy                | Israel Start-Up Nation | 38 pkt                |
| 6.                    | Richie Porte          | Australia             | Trek-Segafredo         | 29 pkt                |
| 7.                    | Diego Ulissi          | Włochy                | UAE Team Emirates      | 28 pkt                |
| 8.                    | Giacomo Nizzolo       | Włochy                | NTT Pro Cycling        | 24 pkt                |
| 9.                    | Erik Baška            | Słowacja              | Bora-Hansgrohe         | 21 pkt                |
| 10.                   | Rohan Dennis          | Australia             | Team Ineos             | 20 pkt                |

| Klasyfikacja punktowa | Klasyfikacja punktowa | Klasyfikacja punktowa | Klasyfikacja punktowa  | Klasyfikacja punktowa |
| Kolarz                | Kolarz                | Państwo               | Drużyna                | Punkty                |
| --------------------- | --------------------- | --------------------- | ---------------------- | --------------------- |
| 1.                    | Jasper Philipsen      | Belgia                | UAE Team Emirates      | 63 pkt                |
| 2.                    | Daryl Impey           | Południowa Afryka     | Mitchelton-Scott       | 48 pkt                |
| 3.                    | Caleb Ewan            | Australia             | Lotto-Soudal           | 47 pkt                |
| 4.                    | Sam Bennett           | Irlandia              | Deceuninck-Quick Step  | 42 pkt                |
| 5.                    | André Greipel         | Niemcy                | Israel Start-Up Nation | 38 pkt                |
| 6.                    | Richie Porte          | Australia             | Trek-Segafredo         | 29 pkt                |
| 7.                    | Diego Ulissi          | Włochy                | UAE Team Emirates      | 28 pkt                |
| 8.                    | Giacomo Nizzolo       | Włochy                | NTT Pro Cycling        | 24 pkt                |
| 9.                    | Erik Baška            | Słowacja              | Bora-Hansgrohe         | 21 pkt                |
| 10.                   | Rohan Dennis          | Australia             | Team Ineos             | 20 pkt                |

| Klasyfikacja górska | Klasyfikacja górska | Klasyfikacja górska | Klasyfikacja górska | Klasyfikacja górska |
| Kolarz              | Kolarz              | Państwo             | Drużyna             | Punkty              |
| ------------------- | ------------------- | ------------------- | ------------------- | ------------------- |
| 1.                  | Joseph Rosskopf     | Stany Zjednoczone   | CCC Team            | 51 pkt              |
| 2.                  | Richie Porte        | Australia           | Trek-Segafredo      | 38 pkt              |
| 3.                  | Bruno Armirail      | Francja             | Groupama-FDJ        | 18 pkt              |
| 4.                  | Matthew Holmes      | Wielka Brytania     | Lotto-Soudal        | 16 pkt              |
| 5.                  | Manuele Boaro       | Włochy              | Astana              | 14 pkt              |
| 6.                  | Simon Yates         | Wielka Brytania     | Mitchelton-Scott    | 12 pkt              |
| 7.                  | Samuel Jenner       | Australia           | UniSA-Australia     | 10 pkt              |
| 8.                  | Dylan Sunderland    | Australia           | NTT Pro Cycling     | 9 pkt               |
| 9.                  | Daryl Impey         | Południowa Afryka   | Mitchelton-Scott    | 8 pkt               |
| 10.                 | George Bennett      | Nowa Zelandia       | Jumbo-Visma         | 8 pkt               |

| Klasyfikacja górska | Klasyfikacja górska | Klasyfikacja górska | Klasyfikacja górska | Klasyfikacja górska |
| Kolarz              | Kolarz              | Państwo             | Drużyna             | Punkty              |
| ------------------- | ------------------- | ------------------- | ------------------- | ------------------- |
| 1.                  | Joseph Rosskopf     | Stany Zjednoczone   | CCC Team            | 51 pkt              |
| 2.                  | Richie Porte        | Australia           | Trek-Segafredo      | 38 pkt              |
| 3.                  | Bruno Armirail      | Francja             | Groupama-FDJ        | 18 pkt              |
| 4.                  | Matthew Holmes      | Wielka Brytania     | Lotto-Soudal        | 16 pkt              |
| 5.                  | Manuele Boaro       | Włochy              | Astana              | 14 pkt              |
| 6.                  | Simon Yates         | Wielka Brytania     | Mitchelton-Scott    | 12 pkt              |
| 7.                  | Samuel Jenner       | Australia           | UniSA-Australia     | 10 pkt              |
| 8.                  | Dylan Sunderland    | Australia           | NTT Pro Cycling     | 9 pkt               |
| 9.                  | Daryl Impey         | Południowa Afryka   | Mitchelton-Scott    | 8 pkt               |
| 10.                 | George Bennett      | Nowa Zelandia       | Jumbo-Visma         | 8 pkt               |

| Klasyfikacja młodzieżowa | Klasyfikacja młodzieżowa | Klasyfikacja młodzieżowa | Klasyfikacja młodzieżowa | Klasyfikacja młodzieżowa |
| Kolarz                   | Kolarz                   | Państwo                  | Drużyna                  | Czas                     |
| ------------------------ | ------------------------ | ------------------------ | ------------------------ | ------------------------ |
| 1.                       | Pawieł Siwakow           | Rosja                    | Team Ineos               | 20h 38' 13"              |
| 2.                       | Santiago Buitrago        | Kolumbia                 | Bahrain McLaren          | + 15"                    |
| 3.                       | Jarrad Drizners          | Australia                | UniSA-Australia          | + 31"                    |
| 4.                       | Florian Stork            | Niemcy                   | Team Sunweb              | + 34"                    |
| 5.                       | Michael Storer           | Australia                | Team Sunweb              | + 3' 02"                 |
| 6.                       | Juan Pedro López         | Hiszpania                | Trek-Segafredo           | + 5' 51"                 |
| 7.                       | Samuele Battistella      | Włochy                   | NTT Pro Cycling          | + 6' 21"                 |
| 8.                       | Juri Hollmann            | Niemcy                   | Movistar Team            | + 8' 18"                 |
| 9.                       | João Almeida             | Portugalia               | Deceuninck-Quick Step    | + 9' 41"                 |
| 10.                      | Jonas Rutsch             | Niemcy                   | EF Pro Cycling           | + 11' 30"                |

| Klasyfikacja młodzieżowa | Klasyfikacja młodzieżowa | Klasyfikacja młodzieżowa | Klasyfikacja młodzieżowa | Klasyfikacja młodzieżowa |
| Kolarz                   | Kolarz                   | Państwo                  | Drużyna                  | Czas                     |
| ------------------------ | ------------------------ | ------------------------ | ------------------------ | ------------------------ |
| 1.                       | Pawieł Siwakow           | Rosja                    | Team Ineos               | 20h 38' 13"              |
| 2.                       | Santiago Buitrago        | Kolumbia                 | Bahrain McLaren          | + 15"                    |
| 3.                       | Jarrad Drizners          | Australia                | UniSA-Australia          | + 31"                    |
| 4.                       | Florian Stork            | Niemcy                   | Team Sunweb              | + 34"                    |
| 5.                       | Michael Storer           | Australia                | Team Sunweb              | + 3' 02"                 |
| 6.                       | Juan Pedro López         | Hiszpania                | Trek-Segafredo           | + 5' 51"                 |
| 7.                       | Samuele Battistella      | Włochy                   | NTT Pro Cycling          | + 6' 21"                 |
| 8.                       | Juri Hollmann            | Niemcy                   | Movistar Team            | + 8' 18"                 |
| 9.                       | João Almeida             | Portugalia               | Deceuninck-Quick Step    | + 9' 41"                 |
| 10.                      | Jonas Rutsch             | Niemcy                   | EF Pro Cycling           | + 11' 30"                |

| Klasyfikacja drużynowa | Klasyfikacja drużynowa | Klasyfikacja drużynowa | Klasyfikacja drużynowa |
| Drużyna                | Drużyna                | Państwo                | Czas                   |
| ---------------------- | ---------------------- | ---------------------- | ---------------------- |
| 1.                     | Ineos                  | Wielka Brytania        | 61h 53' 19"            |
| 2.                     | Mitchelton-Scott       | Australia              | + 25"                  |
| 3.                     | Team Sunweb            | Niemcy                 | + 1' 19"               |
| 4.                     | Astana                 | Kazachstan             | + 1' 30"               |
| 5.                     | Bahrain McLaren        | Bahrajn                | + 1' 32"               |

| Klasyfikacja drużynowa | Klasyfikacja drużynowa | Klasyfikacja drużynowa | Klasyfikacja drużynowa |
| Drużyna                | Drużyna                | Państwo                | Czas                   |
| ---------------------- | ---------------------- | ---------------------- | ---------------------- |
| 1.                     | Ineos                  | Wielka Brytania        | 61h 53' 19"            |
| 2.                     | Mitchelton-Scott       | Australia              | + 25"                  |
| 3.                     | Team Sunweb            | Niemcy                 | + 1' 19"               |
| 4.                     | Astana                 | Kazachstan             | + 1' 30"               |
| 5.                     | Bahrain McLaren        | Bahrajn                | + 1' 32"               |